# Большая Внуковская улица
Больша́я Вну́ковская у́лица  — улица в районе Внуково Западного административного округа Москвы.

## Происхождение названия
Улица названа в 1969 году в честь одноимённой местности, посёлка Внуково. Прежние названия частей улицы были названы в 1956 году и упразднены в 1969 году — Улица Космонавтов и Октябрьская улица.

## Расположение
Большая Внуковская улица проходит с северо-запада на юго-восток параллельно Центральной улице, пересекает 1-ю, 2-ю, 3-ю Рейсовые и Заветную улицы.

## Примечательные здания и сооружения
По нечётной стороне
- № 1 — Союз Бетон, Qiwi;
- № 3 — Авангард;
- № 15 — Сервис-ВС, почтовое отделение № 119027;
- № 17 — «Монетка», Аптека низких цен, Юпитер;
- № 19/8 — Ступинский завод стеклопластиков, Блеск;
- № 23 — Библиотека № 33;

По чётной стороне
- № 2 — Такси Гудвин, Учебно-тренировочный центр аэропорта Внуково
- № 2а — Московский центр управления воздушным движением, Sun-Siti;
- № 2а, строение 9 — Филиал МЦ АУВД ФГУП Госкорпорация по ОрВД;
- № 4 — Школа № 41;
- № 6 — дом культуры «Внуково», Школа-студия балета Амалии Гомер;
- № 8 — Спорткомплекс «Внуково»;
- № 14 — Такси Внуково.